# Rochedo
Rochedo, amtlich Município de Rochedo, ist eine Stadt im brasilianischen Bundesstaat Mato Grosso do Sul in der Mesoregion Central-Nord in der Mikroregion Campo Grande.

## Geografie

### Lage
Die Stadt liegt 74 km von der Hauptstadt des Bundesstaates (Campo Grande) und 1098 km von der Landeshauptstadt (Brasília) entfernt. Nachbarstädte sind Corguinho, Bandeirantes, Jaraguari, Campo Grande und Terenos.

### Gewässer
Die Stadt steht unter dem Einfluss des Rio Aquidauana, der zum Flusssystem des Río de la Plata gehört. Er ist ein rechter Nebenfluss des Rio Miranda.

### Vegetation
Das Gebiet ist ein Teil der Cerrados (Savanne Zentralbrasiliens).

### Klima
In der Stadt herrscht Tropisches Klima (Aw).

## Verkehr
Die Landesstraße MS-080 geht durch das Stadtgebiet.

## Durchschnittseinkommen und HDI
Das Durchschnittseinkommen lag 2011 bei 21.652 Real, der Index der menschlichen Entwicklung (HDI) bei 0,651.